# Jiwangarh
Jiwangarh es una ciudad censal situada en el distrito de Dehradun,  en el estado de Uttarakhand (India). Su población es de 11870 habitantes (2011). 

## Demografía
Según el censo de 2011 la población de Jiwangarh  era de 11870 habitantes, de los cuales 6136 eran hombres y 5734 eran mujeres. Jiwangarh tiene una tasa media de alfabetización del 77,04%, inferior a la media estatal del 78,82%: la alfabetización masculina es del 83,58%, y la alfabetización femenina del 70,03%.